# دييغو استرادا
دييغو استرادا (بالإسبانية: Diego Estrada)‏ (25 مايو 1989 بألاخويلا في كوستاريكا) هو لاعب كرة قدم كوستاريكي في مركز الوسط. شارك مع منتخب كوستاريكا تحت 20 سنة لكرة القدم ومنتخب كوستاريكا تحت 23 سنة لكرة القدم ومنتخب كوستاريكا لكرة القدم. أما مع النوادي، فقد لعب مع خوان أوريتش وديبورتيفو سابريسا ونادي كوميونيكيشنس ونادي ألاجولينسي وDeportivo Aragón ‏.

## وصلات خارجية
- دييغو استرادا على موقع الاتحاد الدولي (مؤرشف)  (الإنجليزية)
- دييغو استرادا على موقع قاعدة بيانات كرة القدم.إي يو (الإنجليزية)
- دييغو استرادا على موقع ناشيونال فوتبول تيمز (الإنجليزية)
- دييغو استرادا على موقع Soccerway.com (الإنجليزية)